# Ach Elslein, liebes Elselein
Ach Elslein, liebes Elselein ist ein deutschsprachiges Lied, welches in der Variante „Elzeleyn, lipstis elzeleyn“ zuerst als Textmarke (Tonangabe, das ist ein Melodieverweis zu einem dort nicht notierten Liedtext) im Glogauer Liederbuch, datiert um 1480, erschien. Die Melodie zieht sich durch die gedruckte Überlieferung bei Hans Gerle (1532), Hans Neusidler (1536) und Wolfgang Schmeltzl (1544). Sie ist Quelle für viele Tonangaben vom 15. bis in das 20. Jahrhundert (was belegt, dass auch das Lied sehr populär war). Den höchstwahrscheinlich dazugehörigen Text finden wir in einem Frühbeleg bei Georg Forster, Frische teutsche Liedlein, Teil 2, Nürnberg 1540, Nr. 49, mit zwei Strophen („Es warb ein schöner Jüngling“ / „Ach elßlein, lieber bule, wie gern wer ich bey dir“). Als Melodie und Text mit drei Strophen nach „Joh. Ott, 1534“, Komposition von Ludwig Senfl (1534), steht das Lied unter dem Titel „Liebesklage“ im populären Liederbuch der Wandervogelzeit, Der Zupfgeigenhansl seit der 4. Auflage 1911 und ist mit diesem Gebrauchsliederbuch volkstümlich geworden und geblieben.

## Text und Melodie
„Ach Elslein, liebes Elselein,

wie gern wär ich bei dir!

So sind zwei tiefe Wasser

wohl zwischen dir und mir.“

„Das bringt mir große Schmerzen,

herzallerliebster Gsell!

Red ich von ganzem Herzen,

halt's für groß Ungefäll.“

„Hoff, Zeit werd es wohl enden,

hoff, Glück werd kommen drein,

sich in alls Guts verwenden,

herzliebstes Elselein.“
Quelle